# Gallinago andina
Gallinago andina là một loài chim trong họ Scolopacidae.